# Jüdischer Friedhof (Aufhausen)

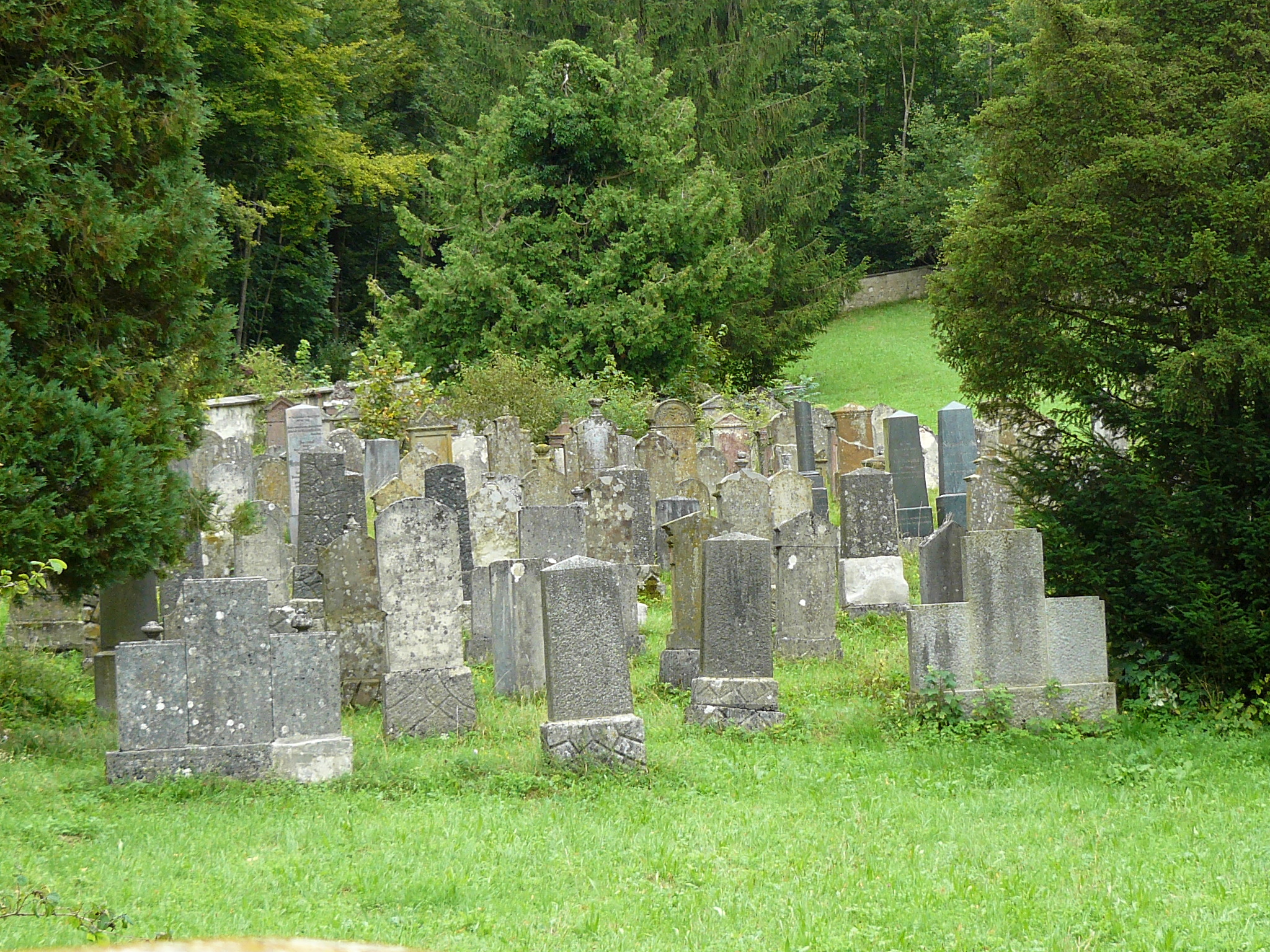
Jüdischer Friedhof in Aufhausen

Der Jüdische Friedhof in Aufhausen, einem Stadtteil von Bopfingen im Ostalbkreis in Baden-Württemberg, wurde vermutlich um 1560 angelegt. Der jüdische Friedhof liegt an der Schenkensteinstraße, oberhalb des kommunalen Friedhofs. Er ist ein geschütztes Kulturdenkmal.

## Geschichte
Der Friedhof der jüdischen Gemeinde Aufhausen wurde vermutlich bald nach der ersten Erwähnung jüdischer Bewohner Aufhausens im Jahr 1560 angelegt. Als 1658 die Juden aus Baldern vertrieben wurden, nahmen sie die Grabsteine ihres Friedhofes mit und stellten sie auf dem Aufhausener jüdischen Friedhof auf. Sie bilden heute den ältesten Teil der Grabsteine des Friedhofes.
Auf dem 41,43 ar großen Friedhof fanden bis 1940 Bestattungen statt.  Heute sind noch 363 Grabsteine (Mazewot) auf dem Friedhof erhalten. 
Bis 1936 wurden auch Juden aus Bopfingen und Lauchheim, bis 1901 die Juden aus Ellwangen beigesetzt.  